# Samuel H. Smith (oktató)
Samuel H. Smith (Salinas, 1940. február 4. –) amerikai oktatási vezető, valamint a Washingtoni Állami Egyetem nyolcadik rektora.
Smith 1940. február 6-án született a Kalifornia állambeli Salinasben. Samuel BSc-diplomáját és doktori képesítését a Kaliforniai Egyetem berkeley-i kampuszának növénypatológia szakán szerezte, továbbá tiszteletbeli doktori fokozattal rendelkezik a tokiói Nihon Egyetemről és a vlagyivosztoki Távol-keleti Szövetségi Egyetemről.

## Munkássága
Smith legjelentősebb tette a WSU Tri-Cities-i, spokane-i és vancouveri kampuszának létrehozása, valamint a távoktatási programok alapjainak lefektetése. Az egyetem Samuel vezetése alatt növekedésnek indult, egyben nemzetközi hírnévre tett szert; a férfi prioritásai közé tartozott a nők és a kisebbségekhez tartozók arányának növelése.
A rektor által vezetett kampánynak köszönhetően az egyetem az eredeti 250 milliós célt meghaladva 275,4 millió dolláros támogatást szerzett a magánszektoron keresztül. A gyűjtésnek köszönhetően ösztöndíjprogramok indultak, valamint növelték a munkavállalók számát, és technológiai fejlesztéseket is végrehajtottak.
Smith 1997–99 között a National Collegiate Athletic Association vezetői tanácsának elnöke volt.
2000-ben a férfi az állami fenntartású egyetemeket tömörítő szervezet igazgatótanácsának elnöke, valamint a Kellogg fejlesztési tanács tagja lett, amely pozíciót június 8-ig tartott meg; visszavonulása után Seattle-ben egy WSU-kirendeltséget nyitott; feleségével, Patriciával jelenleg is a városban élnek.
Samuel később a Nyugati Kormányzati Egyetem (melynek a WSU is alapítója) kuratóriumi tagjaként folytatta pályafutását, valamint a Washingtoni Felsőoktatási Koordinációs Bizottság tagjaként a Talaris Kutatóintézetet, illetve a hátrányos helyzetű diákok tehetséggondozását segítő Washingtoni Oktatási Alapítványt vezette.
Intézményvezetői karrierje előtt Samuel Smith tizenhat évet töltött a Pennsylvaniai Állami Egyetemen, ahol először oktató, majd tanszékvezető, később pedig a Mezőgazdasági Főiskola dékánja, valamint a mezőgazdasági kutatóállomás igazgatója volt. A férfi jelenleg is a Washingtoni Oktatás-fejlesztési Bizottság (a Washingtoni Felsőoktatási Koordinációs Bizottság utódja) kötelékében dolgozik.

## Fordítás
Ez a szócikk részben vagy egészben  a   Samuel H. Smith című angol Wikipédia-szócikk ezen változatának fordításán alapul.  Az eredeti cikk szerkesztőit annak laptörténete sorolja fel. Ez a jelzés csupán a megfogalmazás eredetét és a szerzői jogokat jelzi, nem szolgál a cikkben szereplő információk forrásmegjelöléseként.